# Charles Bertin Gaston Chapuis de Tourville
Pour les articles homonymes, voir Bertin et Tourville.
Charles Bertin Gaston Chapuis de Tourville, né le 4 janvier 1740 à Hettange-Grande dans le Luxembourg français, mort le 22 novembre 1809 à Cattenom en Moselle, est un général de division de la Révolution française.

## Biographie
Il entre en service comme volontaire au corps des grenadiers de France le 15 juin 1755, il est lieutenant en second le 11 décembre 1755. Le 18 avril 1776, il est nommé major du régiment de Gâtinais, le 20 avril 1788 il devient lieutenant-colonel. 
Il est colonel du régiment Royal-Auvergne, (devenu le 18e régiment d'infanterie le 1er janvier 1791), le 25 juillet 1791, et maréchal de camp le 7 septembre 1792. Il est élevé au grade de général de division le 8 mars 1793, et il est admis à la retraite le 20 avril 1796.
Il meurt le 22 novembre 1809 à Cattenom en Moselle.

## Décorations
- Chevalier de Saint-Louis en 1777
- Décoré de l'ordre de Cincinnatus

## Sources
- Georges Six, Dictionnaire biographique des généraux & amiraux français de la Révolution et de l'Empire (1792-1814), (page 506)